# Ady Gil
Die Ady Gil, früher Earthrace, war ein 23,7 Meter langer Trimaran, der mit Biodiesel betrieben wurde. Das Boot wurde von Januar 2005 bis Februar 2006 von Calibre Boats in Neuseeland im Auftrag des Skippers Pete Bethune für einen motorgetriebenen Weltrekordversuch einer Weltumrundung gebaut. Die Konstruktion stammt von der Craig Loomis Design Group.
Das Boot sank im Januar 2010.

## Konstruktion

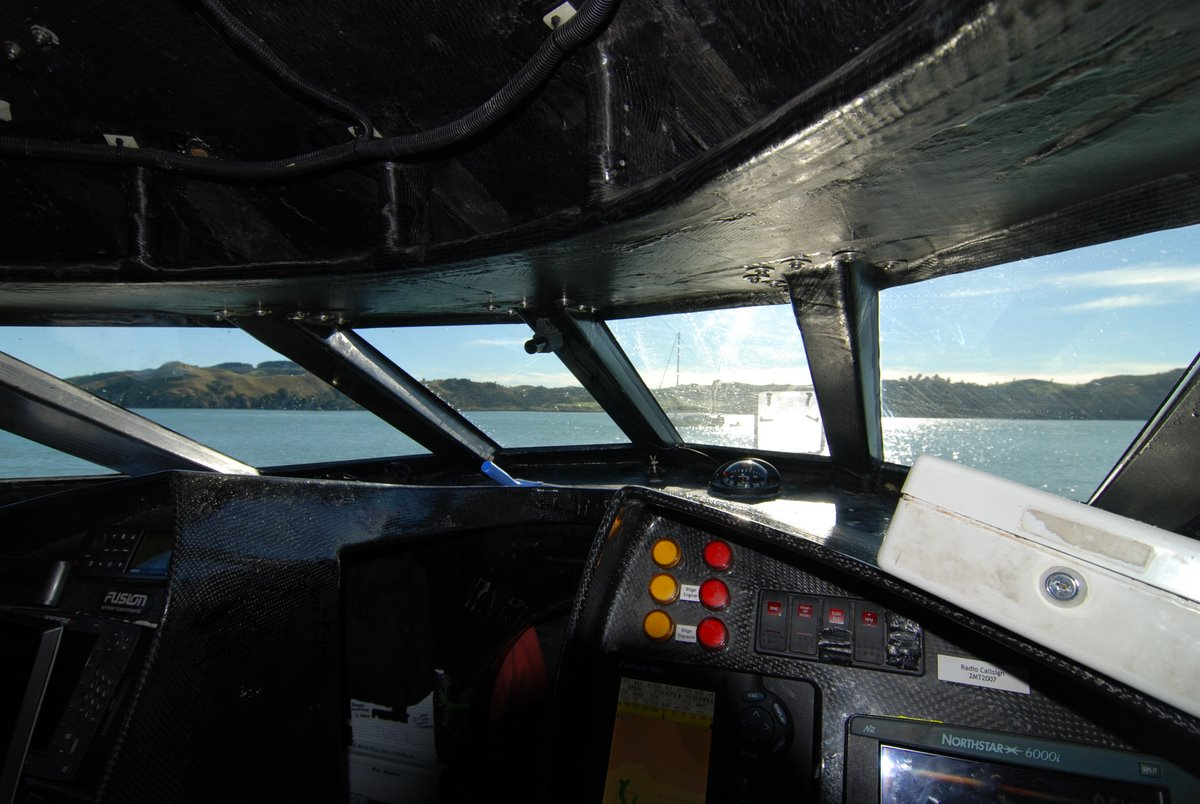
Innenaufnahme des „Cockpits“

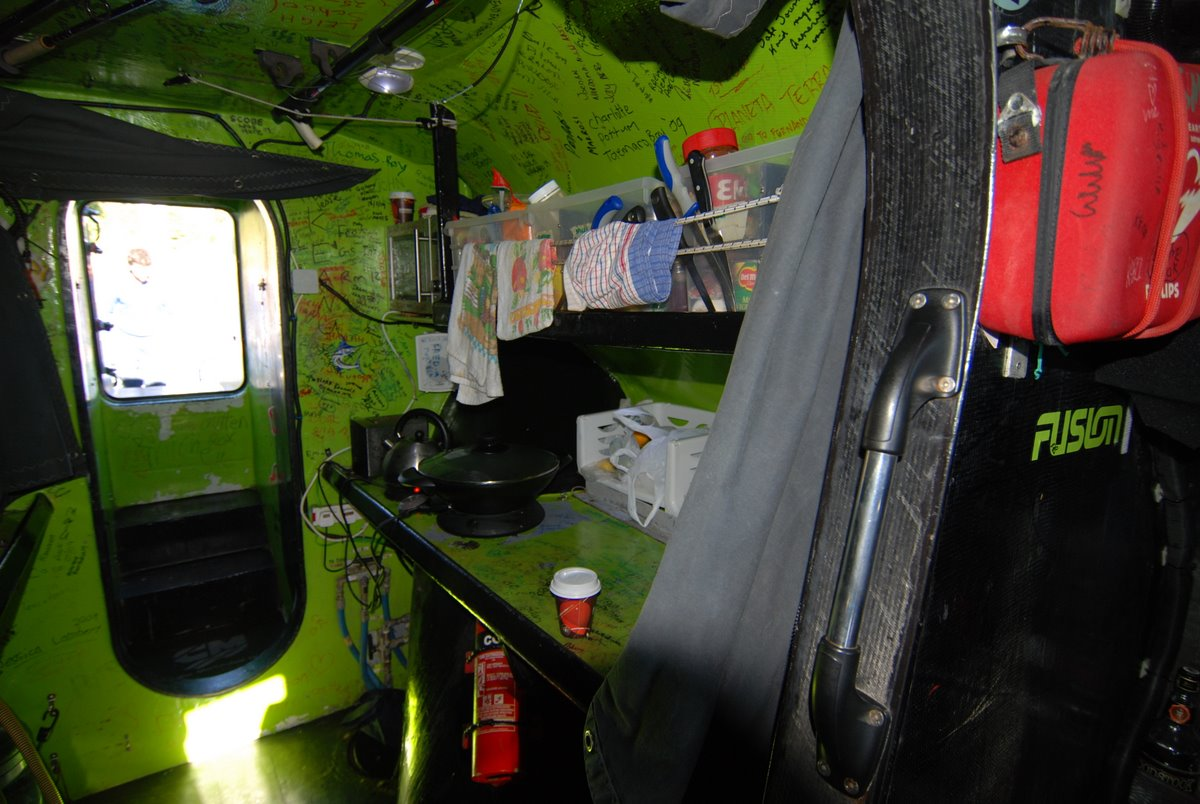
Spartanische Ausstattung im Kombüsenbereich

Die Hülle des Boots bestand aus mit Kohlenstoff- und Aramidfasern verstärktem Kunststoff. Der Rumpf war „wave-piercing“, also so geformt, dass er Wellen durchstoßen konnte, statt sie wie ein konventioneller Bug zu schneiden. Bei hohem Seegang konnte das Boot daher ohne die sonst übliche Berg- und Talfahrt mit voller Geschwindigkeit durch bis zu sieben Meter hohe Wellen tauchen.
Angetrieben wurde das Boot von zwei 400 kW starken Cummins-Dieseln rechts und links neben dem Niedergang, die es auf eine Maximalgeschwindigkeit von 45 Knoten (83,3 km/h) beschleunigen konnten. Um das Gewicht zu reduzieren, war der Innenraum spartanisch eingerichtet. Mit den maximal 10.000 Litern Kraftstoff an Bord hatte das Schiff eine Reichweite von 3000 Seemeilen.
Für den Einsatz bei Sea Shepherd wurde das Schiff umgebaut. Mit vier bis acht Lagen Aramid wurde die Hülle für den Einsatz in der Antarktis verstärkt. Ein schwarzer, radarabsorbierender Anstrich sollte die Annäherung an die Walfangflotte erleichtern.

## Geschichte

### Entwicklung

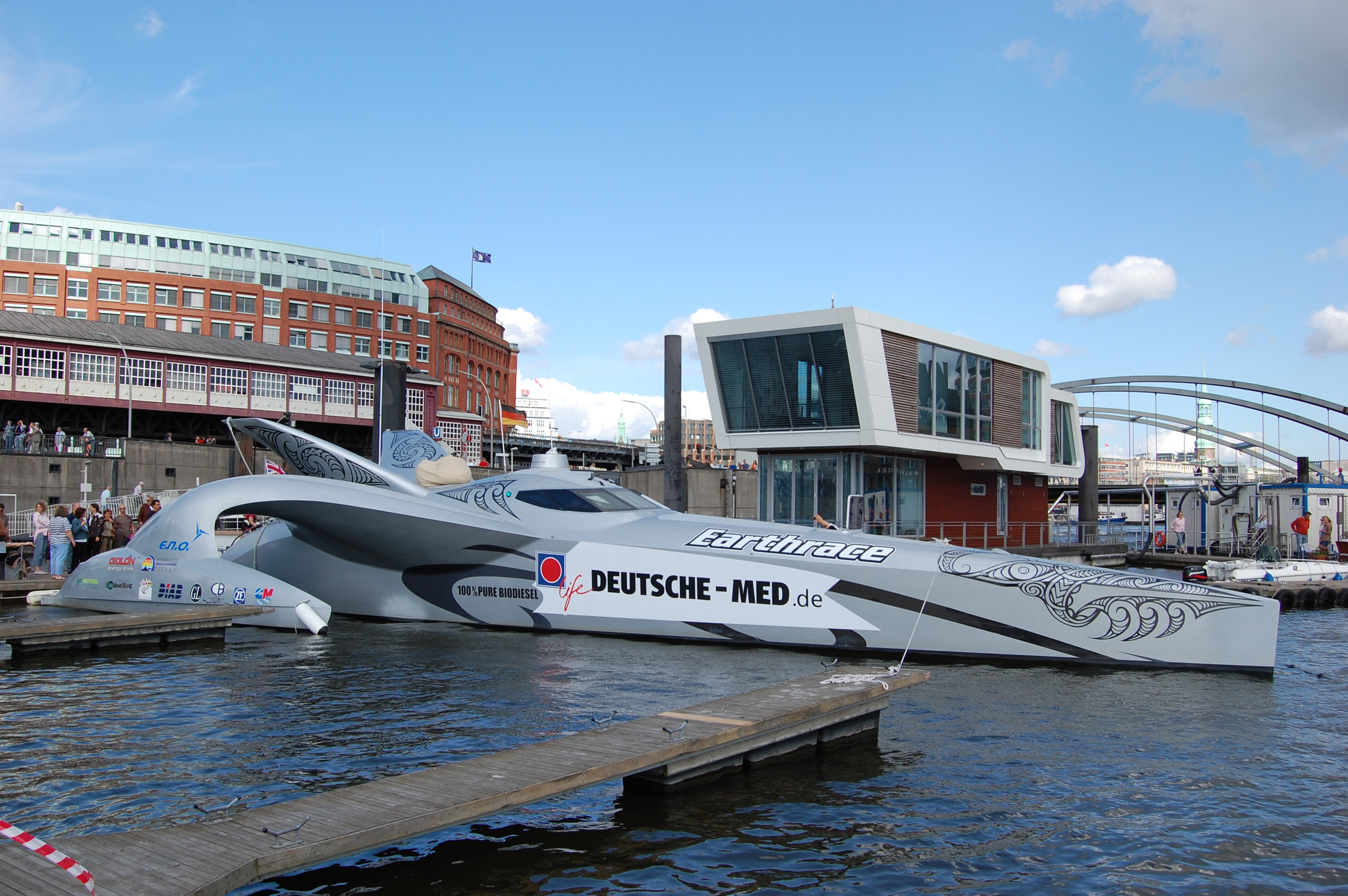
Als Earthrace im Hamburger Hafen 2007

Während des Entwicklungsprozesses wurde zunächst ein 6,70 Meter langes Schiff mit Außenbordmotor gebaut. Mit dem Modell fanden Fahrtests statt, um das Konzept zu prüfen und weiterzuentwickeln. Die Herstellungskosten der Earthrace beliefen sich auf 2,5 Millionen US-Dollar, von denen der Skipper und Eigner Bethune die Hälfte selbst finanzierte. Bethune arbeitete vorher im Öl-Geschäft als Ingenieur. Nach der Fertigstellung ging die Earthrace 2006 auf eine Welttour, bei der sie in unterschiedlichen Häfen für das Publikum zugänglich war.

### Weltumrundungs-Rekord
Der erste Rekordversuch 2007 wurde nach Materialschäden und einer Kollision der Earthrace mit einem unbeleuchteten Fischerboot vor der guatemaltekischen Küste im März 2007, bei der ein Fischer ertrank, abgebrochen. Die Besatzung des Schnellbootes wurde von einer Schuld an dem Unfall freigesprochen.
Beim zweiten Rekordversuch 2008 gelang es der Crew, in 60 Tagen, 23 Stunden und 49 Minuten die Welt zu umrunden und damit den bestehenden Rekord für motorgetriebene Schiffe um 14 Tage zu unterbieten. Dabei legte sie eine Strecke von 24.000 Seemeilen – ungefähr 44.500 km – mit einer Durchschnittsgeschwindigkeit von 31,5 km/h zurück und fuhr sowohl durch den Panama- als auch den Sueskanal. Die benötigten 115.000 Liter Biodiesel-Treibstoff wurden von einem portugiesischen Sponsor finanziert und vorher an die Häfen der zwölf Zwischenstopps verbracht. Der Weltumrundungsrekord für Segelschiffe nach den Regeln der Jules Verne Trophy liegt in etwa bei 45,5 Tagen.

### Einsatz bei Sea Shepherd

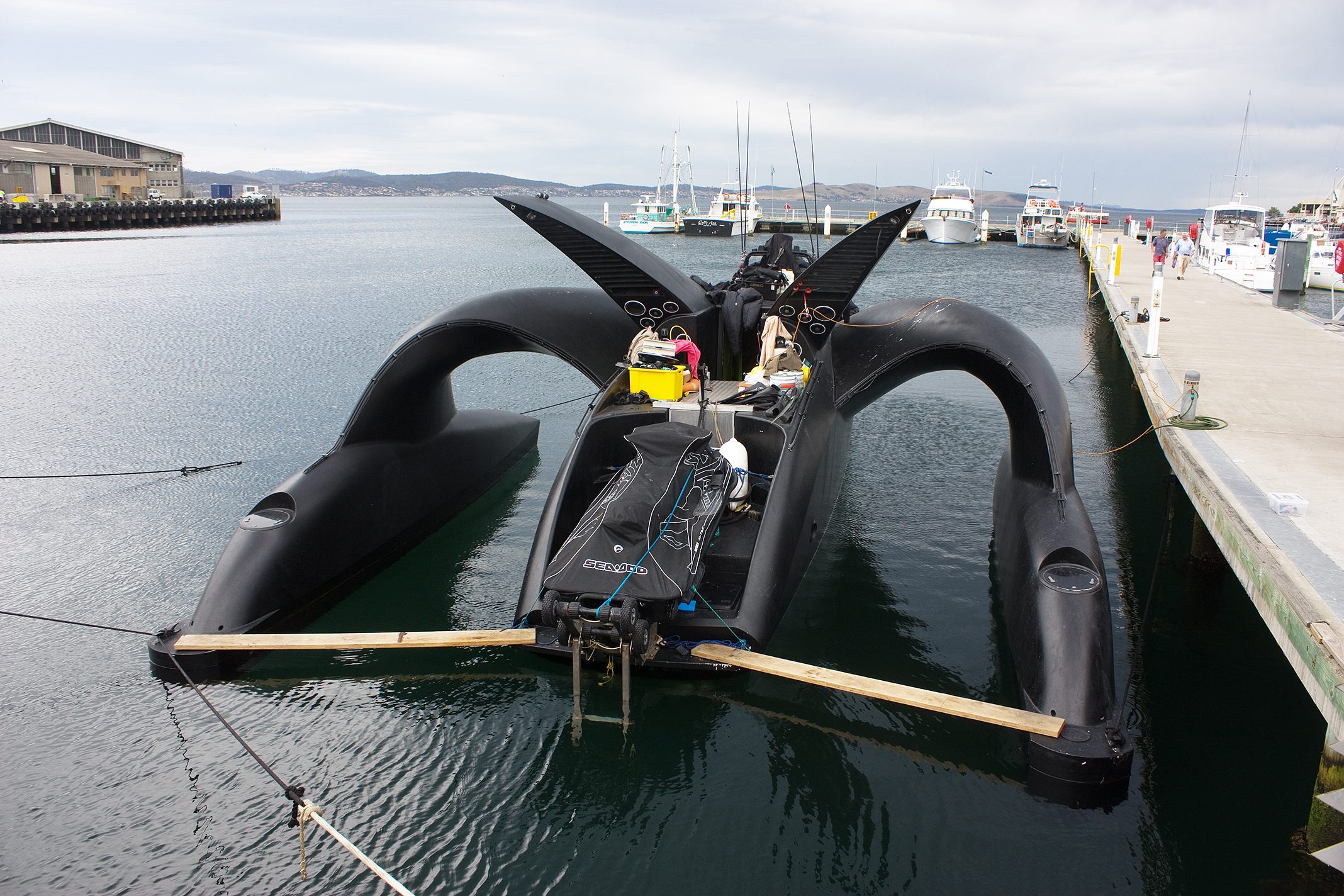
Vor dem Einsatz bei Sea Shepherd wurde das Schiff schwarz lackiert

Seit Oktober 2009 unterstützte das Boot die Tierschutzorganisation Sea Shepherd Conservation Society im Kampf gegen den Walfang durch japanische Fischer in der Antarktis. Das Schiff ging für eine Million US-Dollar in den Besitz des Industriellen Ady Gil, einen Beleuchtungs-Unternehmer in Hollywood, über. Pete Bethune blieb als Kapitän auf dem Schiff, das nach dem neuen Besitzer in Ady Gil umbenannt wurde.
Im Einsatz kollidierte das Begleitschiff Shonan Maru 2 der japanischen Walfangflotte am 6. Januar 2010 mit der Ady Gil in der Nähe der Commonwealth-Bucht bei 64° 1′ 49,5″ S, 143° 5′ 22,6″ O 2.300 Kilometer südlich von Tasmanien. Die Shonan Maru 2 überlief dabei die Ady Gil – nach Interpretation Sea Shepherds absichtlich – und trennte ein 4,50 Meter langes Stück des Bugs ab. Die sechs Besatzungsmitglieder, ein Australier, ein Niederländer und vier Neuseeländer, konnten von der Bob Barker, einem weiteren Schiff von Sea Shepherd, aufgenommen werden.
Die Bob Barker versuchte, die Ady Gil in die 36 bis 48 Stunden entfernte französische Forschungsstation Dumont d’Urville zu schleppen. Das Boot wurde nach 37 Kilometern aufgegeben und sank am 8. Januar um 3:30 Uhr. Peter Bethune sagte im Oktober 2010 aus, dass Paul Watson die Versenkung der noch funktionsfähigen Ady Gil anordnete, um die Öffentlichkeit auf seine Seite zu ziehen.
Ein Besatzungsmitglied erlitt bei der Kollision einen Rippenbruch. Sea Shepherd und die japanischen Walfänger geben sich gegenseitig die Schuld an dem Vorfall, der von neuseeländischen und australischen Behörden untersucht wurde. Der australische Senator Bob Brown schickte eine Rechnung über 2 Millionen Dollar an die japanische Botschaft. Am 15. Februar 2010 enterte der Kapitän der Ady Gil, Pete Bethune, von einem Jet-Ski aus das Schiff der japanischen Walfangflotte, die Shonan Maru 2, um dessen Kapitän eine Rechnung über drei Millionen Dollar für den Verlust der Ady Gil zuzustellen. Bethune wurde auf dem Schiff festgesetzt und nach Tokio überführt. Dort saß er in Untersuchungshaft und wurde der Piraterie angeklagt. Er wurde zu zwei Jahren Haft auf Bewährung verurteilt und des Landes verwiesen.
Die Ady Gil wurde im Rahmen der Dokumentation Whale Wars (Animal Planet) bei den Kampagnen gegen den Walfang begleitet.